# Caleta Hornos (Argentina)
La Caleta Hornos (también llamada caleta Horno) es un pequeño cuerpo de agua ubicado en la bahía Gil, en la costa norte del Golfo San Jorge, departamento Florentino Ameghino, en la Provincia del Chubut (Patagonia Argentina). Se halla a 27 km al sur en línea recta de la ciudad de Camarones. Se encuentra aproximadamente en la posición geográfica 45°02′20″S 65°41′03″O / -45.03889, -65.68417. Se trata de una pequeña caleta claramente alargada y que penetra en el territorio hasta 1 kilómetro en sentido norte-sur. A los costados existen altos acantilados que encierran la caleta.
El 9 de marzo de 1535 Simón de Alcazaba y Sotomayor fundó en esta caleta el efímero Puerto de los Leones, que duró hasta el 17 de junio de 1535, cuando fue abandonado después de ser asesinado Alcazaba. La población debía ser la capital de la Gobernación de Nueva León, otorgada por el Rey de España a Alcazaba en 1534 y que incluía todas las tierras desde el Atlántico al Pacífico, al sur del paralelo 36º S.
El 26 de mayo de 1971 el lugar fue declarado por el decreto 1.359 como Lugar Histórico para su conservación y revalorización.